# Gynoplistia basispinosa
Gynoplistia basispinosa là một loài ruồi trong họ Limoniidae. Chúng phân bố ở miền Australasia.